# Terra de Wilkes

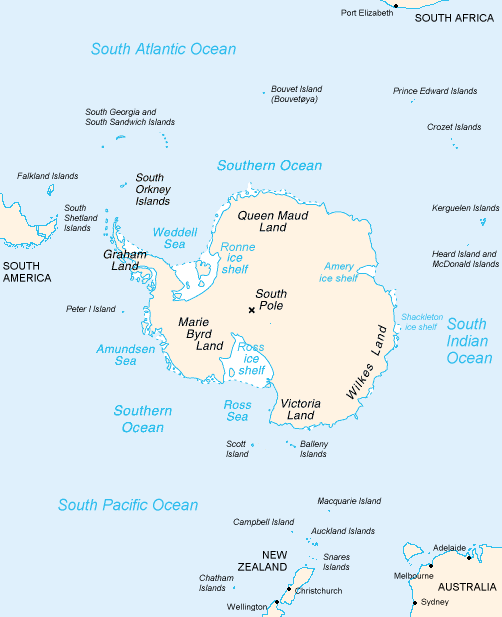
Neste mapa da Antárctica, a Terra de Wilkes situa-se do lado direito.

A Terra de Wilkes é a maior parte do Território Antárctico Australiano na Antártida Oriental, a sul do Oceano Índico entre a Terra da Rainha Maria e a Terra Adélia, estendendo-se entre o Cabo Hordern em 100°31'E e a Ponta Pourquoi Pas, em 136°11'E. A região estende-se como um largo sector a uns 2600 km do Polo Sul, com uma área estimada em 2600000 km², cobertos na maioria por glaciares e capas de gelo permanente. Subdivide-se nas seguintes áreas costeiras, que também se podem tomar como sectores que se estendem até ao Polo Sul:
- Terra de Knox 100°31' E a 109°16' E
- Terra de Budd 109°16' E a 115°33' E
- Terra de Sabrina 115°33' E a 122°05' E
- Terra de Banzare 122°05' E a 130°10'E
- Terra de Clarie (Costa Wilkes) 130°10'E a 136°11' E

Em sentido lato, a Terra de Wilkes estende-se mais a este até à Ponta Alden em 142°02'E, incluindo Terra Adélia, reclamada por França.
Assim chamada em homenagem a Charles Wilkes, explorador norte-americano que comandava a expedição do seu país de 1838–42. O nome foi aplicado a esta extensão em agradecimento a Wilkes por ter reconhecido a existência de uma margem continental numa distância de 1500 milhas de costa e portanto ter dado provas substanciais de que a Antártida é um continente. Esta definição de extensão exclui a área a este dos 142°02'E, chamada Terra de Jorge V, que foi avistada por Wilkes, mas outros exploradores comprovaram que estava mais a sul do que as posições originalmente assinaladas por si.
Na Terra de Wilkes situa-se uma gigantesca cratera, fruto da colisão de um meteorito, a qual poderá estar relacionada com a extinção do Permiano-Triássico.